# تندی (رمان)
«تندی» (انگلیسی: Intensity) رمانی در ژانر ترسناک، تعلیق انگیز اثر دین کونتز است محصول سال ۱۹۹۵.